# Hermann Baum
Hermann Baum (ur. 25 grudnia 1864 w Plauen, zm. 13 marca 1932 w Lipsku) – niemiecki anatom, jeden z twórców niemieckiej anatomii weterynaryjnej.

## Życiorys
Studiował medycynę zwierząt w dreźnieńskiej Tierarzneischule. Po uzyskaniu doktoratu w 1889 w Erlangen (szkoła weterynaryjna w Dreźnie nie miała jeszcze prawa do nadawania doktoratów) został mianowany prosektorem w Dresdner Institut für Anatomie und Physiologie,  w 1891 profesorem nadzwyczajnym,  w 1898 został profesorem zwyczajnym anatomii i fizjologii w  Dresdener Königlichen Tierärztlichen Hochschule.
Po przeniesieniu medycyny zwierząt na Uniwersytet w Lipsku w 1923 roku Baum został pierwszym dziekanem tego wydziału. 1 listopada 1930 został wybrany na rektora na Uniwersytecie w Lipsku. W 1904 został mianowany królewskim saksońskim radcą medycznym, a w 1915 tajnym radcą. W 1923 został uhonorowany tytułem doktora honoris causa Wydziału Medycznego Uniwersytetu w Lipsku. 

## Dorobek naukowy

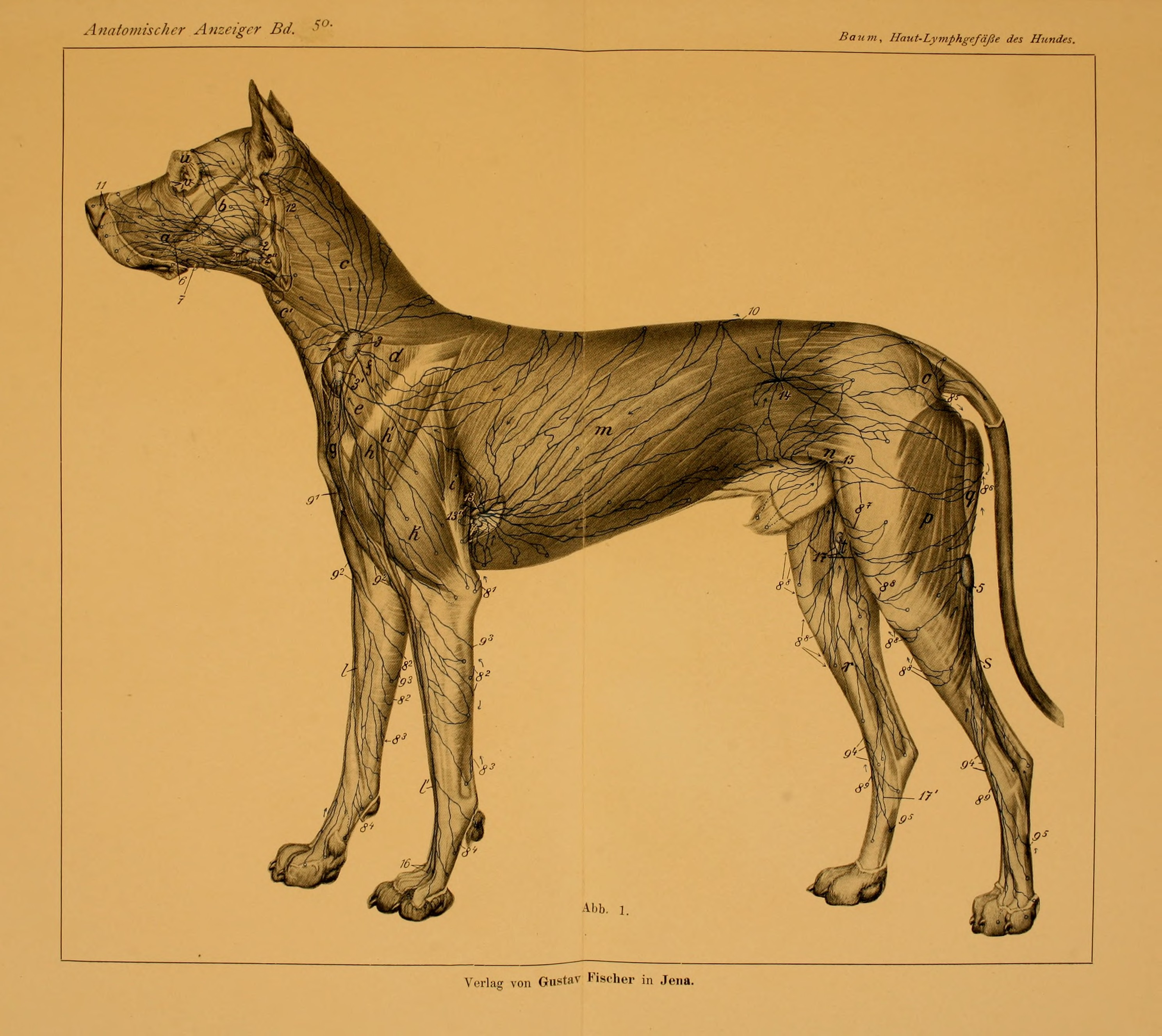
Rycina z pracy Bauma przedstawiająca układ naczyń chłonnych u psa

Baum zajmował się przede wszystkim anatomią układu chłonnego zwierząt udomowionych. Razem ze swoim nauczycielem Wilhelmem Ellenbergerem wydawał, począwszy od 9. wydania, podręcznik "Handbuch der vergleichenden Anatomie der Haustiere", który w 1932 osiągnął liczbę 32 wydań. 